# Amy Bailey
Amy Bailey, född 1895, död 1990, var en jamaicansk feminist, pedagog och socialarbetare. Hon var medgrundare till Jamaican aid organization Save the Children 1938 och en förgrundsfigur i arbetet med tillgången till preventivmedel på Jamaica.  